# Randleman
Randleman est une ville américaine située dans le comté de Randolph dans l'État de Caroline du Nord. En 2010, sa population était de 4 113 habitants.

## Démographie
| 1880  | 1890  | 1900  | 1910  | 1920  | 1930  |
| ----- | ----- | ----- | ----- | ----- | ----- |
| 1 027 | 1 754 | 2 190 | 1 950 | 1 967 | 1 863 |

| 1940  | 1950  | 1960  | 1970  | 1980  | 1990  |
| ----- | ----- | ----- | ----- | ----- | ----- |
| 2 032 | 2 066 | 2 232 | 2 312 | 2 156 | 2 612 |

| 2000  | 2010  | - | - | - | - |
| ----- | ----- | - | - | - | - |
| 3 557 | 4 113 | - | - | - | - |

## Source de la traduction
- (en) Cet article est partiellement ou en totalité issu de l’article de Wikipédia en anglais intitulé « Randleman, North Carolina » (voir la liste des auteurs).